# Eugraphe anthracina
Eugraphe anthracina là một loài bướm đêm trong họ Noctuidae.